# Onitis bayanga
Onitis bayanga är en skalbaggsart som beskrevs av Moretto 2007. Onitis bayanga ingår i släktet Onitis och familjen bladhorningar. Inga underarter finns listade i Catalogue of Life.